# Championnat de France de hockey sur glace 1982-1983
Saison précédente Saison suivante
La saison 1982-1983 est la 62e saison du championnat de France de hockey sur glace. Le championnat élite porte le nom de Nationale A.

## Équipes engagées
Elles sont au nombre de 12 : 
- Amiens
- Briançon
- Chamonix
- Épinal
- Gap
- Grenoble
- Lyon
- Megève
- Saint-Gervais
- Tours
- Villard-de-Lans
- Viry-Châtillon

Les Brûleurs de loups de Grenoble sont champions en titre. Épinal, Briançon et Amiens sont promus.

## Formule de la saison

### 1rephase
Toutes les équipes se rencontrent sur un aller-retour. Les résultats définissent la constitution des poules lors de la 2e phase.

### 2ephase
Deux poules sont constituées : 
- une poule finale regroupant les 8 meilleures équipes de la phase préliminaire, qui se rencontrent à nouveau en aller-retour. Les points de la première phase sont conservés. L'équipe première au classement final est championne de France.
- une poule de promotion/relégation regroupant les 4 équipes restantes avec quatre équipes provenant de Nationale B et se rencontrant en aller-retour. Les quatre dernières équipes au classement final sont reléguées en Nationale B la saison suivante, les autres premières restent (ou accèdent) à la nationale A.

## Phase préliminaire
|     | Club            | J  | Pts | V  | N | D  | BP  | BC   | Diff |
| --- | --------------- | -- | --- | -- | - | -- | --- | ---- | ---- |
| 1er | Saint-Gervais   | 22 | 36  | 17 | 2 | 3  | 195 | -106 | +89  |
| 2e  | Chamonix        | 22 | 34  | 15 | 4 | 3  | 153 | 96   | +57  |
| 3e  | Villard-de-Lans | 22 | 31  | 14 | 3 | 5  | 109 | 74   | +35  |
| 4e  | Grenoble        | 22 | 30  | 14 | 2 | 6  | 130 | 71   | +59  |
| 5e  | Gap             | 22 | 27  | 11 | 5 | 6  | 136 | 121  | +15  |
| 6e  | Tours           | 22 | 22  | 9  | 4 | 9  | 104 | 105  | -1   |
| 7e  | Megève          | 22 | 21  | 9  | 3 | 10 | 106 | 102  | +4   |
| 8e  | Viry-Châtillon  | 22 | 21  | 9  | 3 | 10 | 107 | 111  | -4   |
| 9e  | Epinal          | 22 | 15  | 7  | 1 | 14 | 87  | 148  | -61  |
| 10e | Briançon        | 22 | 13  | 5  | 3 | 14 | 87  | 139  | -52  |
| 11e | Lyon            | 22 | 8   | 3  | 2 | 17 | 86  | 150  | -64  |
| 12e | Amiens          | 22 | 6   | 2  | 2 | 18 | 95  | 172  | -77  |

### Meilleurs pointeurs
|     | Nom              | Club       | B  | A  | Pts |
| --- | ---------------- | ---------- | -- | -- | --- |
| 1er | Luc Tardif       | Chamonix   | 57 | 42 | 99  |
| 2e  | Marcel Dumais    | St-Gervais | 40 | 59 | 99  |
| 3e  | André Peloffy    | St-Gervais | 42 | 45 | 89  |
| 4e  | Paulin Bordeleau | Megève     | 44 | 28 | 62  |
| 5e  | Roland Cloutier  | Gap        | 32 | 28 | 60  |
| 6e  | Guy Dupuis       | Villard    | 32 | 27 | 59  |
| 7e  | Pat Daley        | Tours      | 20 | 34 | 54  |
| 8e  | Christophe Ville | St-Gervais | 21 | 30 | 51  |
| 9e  | Thierry Chaix    | Gap        | 23 | 26 | 49  |
| 10e | Dennis Murphy    | Briançon   | 27 | 21 | 48  |
| 11e | Philippe Rey     | Chamonix   | 25 | 23 | 48  |
| 12e | Jean Vassieux    | Villard    | 17 | 29 | 46  |

## Poule Finale
Classement cumulé avec la phase préliminaire :
|     | Club            | J  | Pts | V  | N | D  | BP  | BC  | Diff |
| --- | --------------- | -- | --- | -- | - | -- | --- | --- | ---- |
| 1er | Saint-Gervais   | 36 | 59  | 28 | 3 | 5  | 120 | 73  | +47  |
| 2e  | Grenoble        | 36 | 53  | 25 | 3 | 8  | 88  | 47  | +41  |
| 3e  | Chamonix        | 36 | 49  | 22 | 5 | 9  | 87  | 84  | +3   |
| 4e  | Viry-Châtillon  | 36 | 41  | 19 | 3 | 14 | 105 | 82  | +23  |
| 5e  | Villard-de-Lans | 36 | 35  | 15 | 5 | 16 | 44  | 91  | -47  |
| 6e  | Megève          | 36 | 34  | 15 | 4 | 17 | 87  | 82  | +5   |
| 7e  | Gap             | 36 | 34  | 14 | 6 | 16 | 69  | 115 | -46  |
| 8e  | Tours           | 36 | 29  | 11 | 7 | 18 | 67  | 93  | -26  |

## Poule de Promotion/Relégation
Anglet, Dijon, Caen et Paris viennent de Nationale B.
|     | Club                      | J  | Pts | V  | N | D  | BP  | BC  | Diff |
| --- | ------------------------- | -- | --- | -- | - | -- | --- | --- | ---- |
| 1er | Briançon                  | 14 | 22  | 11 | 0 | 3  | 111 | 58  | +53  |
| 2e  | Caen                      | 14 | 21  | 10 | 1 | 3  | 96  | 51  | +45  |
| 3e  | Amiens                    | 14 | 20  | 10 | 0 | 4  | 106 | 63  | +43  |
| 4e  | Épinal                    | 14 | 19  | 9  | 1 | 4  | 90  | 61  | +29  |
| 5e  | Lyon                      | 14 | 10  | 5  | 0 | 9  | 54  | 69  | -15  |
| 6e  | Français Volants de Paris | 14 | 8   | 4  | 0 | 10 | 66  | 110 | -44  |
| 7e  | Dijon                     | 14 | 7   | 3  | 1 | 10 | 70  | 125 | -55  |
| 8e  | Anglet                    | 14 | 5   | 2  | 1 | 11 | 43  | 99  | -56  |

Caen fait son retour en Nationale A à la place de Lyon.

## Bilan de la saison
Quatrième titre pour le Sporting Hockey Club Saint Gervais.
- Meilleur joueur français : Christophe Ville (Saint-Gervais).
- Meilleur gardien : Charles Thillien (Tours).
- Meilleur espoir : Laurent Lecomte (Viry-Châtillon).
- Trophée du fair-play : Briançon.
- Meilleur arbitre : Michel Abravanel.